# Maskerparkiet
De maskerparkiet (Prosopeia personata) is een vogel uit de familie Psittaculidae (papegaaien van de Oude Wereld).

## Verspreiding en leefgebied
Deze soort is endemisch op de Fiji-eilanden.

## Status
De grootte van de populatie is in 2005 geschat op 88.000 individuen. Aangenomen wordt dat dit aantal sterk daalt door ontbossing. Op de Rode lijst van de IUCN heeft deze soort daarom de status gevoelig.